# Nobody Gets Me
Nobody Gets Me è un singolo della cantautrice statunitense SZA, pubblicato il 6 gennaio 2023 come quarto estratto dal secondo album in studio SOS.

## Antefatti
Il 5 dicembre 2022, pochi giorni prima della pubblicazione di SOS, SZA ha diffuso un'anteprima di Nobody Gets Me attraverso la rete sociale.

## Video musicale
Il video musicale, diretto da Bradley J. Calder e girato a New York, è stato reso disponibile in simultanea con l'uscita dell'album.

## Classifiche

### Classifiche settimanali
| Classifica (2022-23) | Posizione massima |
| -------------------- | ----------------- |
| Australia            | 16                |
| Canada               | 10                |
| Filippine            | 15                |
| Indonesia            | 10                |
| Irlanda              | 12                |
| Islanda              | 28                |
| Lituania             | 92                |
| Malaysia             | 8                 |
| Nuova Zelanda        | 10                |
| Paesi Bassi          | 73                |
| Portogallo           | 29                |
| Regno Unito          | 27                |
| Singapore            | 17                |
| Stati Uniti          | 10                |
| Svezia               | 57                |
| Svizzera             | 92                |

### Classifiche di fine anno
| Classifica (2023) | Posizione |
| ----------------- | --------- |
| Canada            | 71        |
| Stati Uniti       | 77        |

## Date di pubblicazione
| Paese                 | Data            | Formato                | Nota   |
| --------------------- | --------------- | ---------------------- | ------ |
| Italia                | 6 gennaio 2023  | Contemporary hit radio | [ 9 ]  |
| Stati Uniti d'America | 10 gennaio 2023 | Contemporary hit radio | [ 23 ] |